# Halowe Mistrzostwa Europy w Lekkoatletyce 1990 – bieg na 60 m przez płotki mężczyzn
Bieg na 60 metrów przez płotki mężczyzn – jedna z konkurencji biegowych rozgrywanych podczas halowych lekkoatletycznych mistrzostw Europy w  hali Kelvin Hall w Glasgow. Eliminacje, półfinały i bieg finałowy zostały rozegrane 4 marca 1990. Zwyciężył reprezentant Związku Radzieckiego Igors Kazanovs. Tytułu zdobytego na poprzednich mistrzostwach nie bronił Colin Jackson z Wielkiej Brytanii.

## Rezultaty

### Eliminacje
Rozegrano 5 biegów eliminacyjnych, do których przystąpiło 26 biegaczy. Awans do półfinałów dawało zajęcie jednego z pierwszych dwóch miejsc w swoim biegu (Q). Skład półfinałów uzupełniło dwóch zawodników z najlepszym czasem wśród przegranych (q).
Opracowano na podstawie materiału źródłowego.

#### Bieg 1
| Miejsce | Zawodnik            | Czas | Uwagi |
| ------- | ------------------- | ---- | ----- |
| 1       | Tony Jarrett        | 7,54 | Q     |
| 2       | Thomas Kearns       | 7,80 | Q     |
| 3       | Florian Schwarthoff | 7,80 | q     |
| 4       | Javier Moracho      | 7,84 |       |
| 5       | Per Nicolaisen      | 7,99 |       |

#### Bieg 2
| Miejsce | Zawodnik          | Czas | Uwagi |
| ------- | ----------------- | ---- | ----- |
| 1       | Dietmar Koszewski | 7,75 | Q     |
| 2       | Liviu Giurgian    | 7,81 | Q     |
| 3       | Dan Philibert     | 7,82 | q     |
| 4       | Ulf Söderman      | 7,90 |       |
| 5       | Holger Pohland    | 7,93 |       |

#### Bieg 3
| Miejsce | Zawodnik         | Czas | Uwagi |
| ------- | ---------------- | ---- | ----- |
| 1       | Carlos Sala      | 7,81 | Q     |
| 2       | Laurent Ottoz    | 7,82 | Q     |
| 3       | Hugh Teape       | 7,83 |       |
| 4       | Michael Loizias  | 8,45 |       |
| 5       | Aleš Höffer      | 8,50 |       |
| –       | Philippe Tourret | DNF  |       |

#### Bieg 4
| Miejsce | Zawodnik           | Czas | Uwagi |
| ------- | ------------------ | ---- | ----- |
| 1       | Tomasz Nagórka     | 7,60 | Q     |
| 2       | Igors Kazanovs     | 7,77 | Q     |
| 3       | Mike Fenner        | 7,82 |       |
| 4       | Sébastien Thibault | 7,94 |       |
| 5       | Igor Kováč         | 7,99 |       |

#### Bieg 5
| Miejsce | Zawodnik           | Czas | Uwagi |
| ------- | ------------------ | ---- | ----- |
| 1       | Jiří Hudec         | 7,71 | Q     |
| 2       | Stefan Mattern     | 7,75 | Q     |
| 3       | Idriss Gonschinska | 7,89 |       |
| 4       | Niklas Eriksson    | 7,93 |       |
| –       | David Nelson       | DSQ  |       |

### Półfinały
Rozegrano 2 biegi półfinałowe, w których wystartowało 12 biegaczy. Awans do finału dawało zajęcie jednego z dwóch pierwszych miejsc w swoim biegu (Q). Skład finału uzupełniło dwóch zawodników z najlepszym czasem wśród przegranych (q).
Opracowano na podstawie materiału źródłowego.

#### Bieg 1
| Miejsce | Zawodnik       | Czas | Uwagi |
| ------- | -------------- | ---- | ----- |
| 1       | Tony Jarrett   | 7,54 | Q     |
| 2       | Jiří Hudec     | 7,67 | Q     |
| 3       | Stefan Mattern | 7,69 |       |
| 4       | Thomas Kearns  | 7,82 |       |
| 5       | Laurent Ottoz  | 7,82 |       |
| 6       | Liviu Giurgian | 7,84 |       |

#### Bieg 2
| Miejsce | Zawodnik            | Czas | Uwagi |
| ------- | ------------------- | ---- | ----- |
| 1       | Tomasz Nagórka      | 7,58 | Q     |
| 2       | Igors Kazanovs      | 7,62 | Q     |
| 3       | Florian Schwarthoff | 7,64 | q     |
| 4       | Dietmar Koszewski   | 7,68 | q     |
| 5       | Dan Philibert       | 7,72 |       |
| 6       | Carlos Sala         | 7,76 |       |

### Finał
Opracowano na podstawie materiału źródłowego.
| Miejsce | Zawodnik            | Czas | Uwagi |
| ------- | ------------------- | ---- | ----- |
| 1       | Igors Kazanovs      | 7,52 |       |
| 2       | Tony Jarrett        | 7,58 |       |
| 3       | Florian Schwarthoff | 7,61 |       |
| 4       | Dietmar Koszewski   | 7,63 |       |
| 5       | Jiří Hudec          | 7,64 |       |
| –       | Tomasz Nagórka      | DNF  |       |